# Ceillac
Ceillac è un comune francese di 314 abitanti situato nel dipartimento delle Alte Alpi della regione della Provenza-Alpi-Costa Azzurra.
Si trova nel Queyras o valle del Guil.

## Società

### Evoluzione demografica
Abitanti censiti